# (13329) Davidhardy
(13329) Davidhardy (1998 SB32) – planetoida z grupy pasa głównego asteroid okrążająca Słońce w ciągu 5,1 lat w średniej odległości 2,96 j.a. Odkryta 20 września 1998 roku.